# Nenad Kovačević
Nenad Kovačević (en serbio: Ковачевић; Sarajevo, Yugoslavia, 11 de noviembre de 1980) es un futbolista serbio, bosnio de nacimiento, que juega en la posición de centrocampistay su actual equipo es el FK Baku.

## Trayectoria
Comenzó su carrera en el Estrella Roja de Belgrado donde era el capitán. Es habitual del equipo serbio nacional y ha hecho un total de 15 apariciones. Actualmente juega en el Estrella Roja Fútbol Club tras pasar por francés y jugar en el RC Lens.

## Clubes
| Club                      | País       | Año       |
| ------------------------- | ---------- | --------- |
| FK Sloga Kraljevo         | Serbia     | 1996-1997 |
| FK Jedinstvo Ub           | Serbia     | 1997-1998 |
| FK Big Bull Radnički      | Serbia     | 1998-1999 |
| FK Borac Čačak            | Serbia     | 1999-2000 |
| FK Budućnost Banat.Dvor   | Serbia     | 2000-2002 |
| Estrella Roja de Belgrado | Serbia     | 2002-2006 |
| RC Lens                   | Francia    | 2006-2011 |
| Estrella Roja de Belgrado | Serbia     | 2011      |
| FK Baku                   | Azerbaiyán | 2012-     |